# أملجاوات
الأملجاوات (الاسم العلمي: Phyllanthoideae) هي أسرة من النباتات تتبع فصيلة الأملجية من الرتبة الملبيغيات.

## قبائل
- الأملجاوية (الاسم العلمي:Phyllantheae)
- الأمانواوية (الاسم العلمي:Amanoeae)
- البريدلياوية (الاسم العلمي:Bridelieae)
- الويلندياوية (الاسم العلمي:Wielandieae)

## جنس نموذجي
- الأملج (الاسم العلمي:Phyllanthus)